# Tour d'Espagne 2011
Le 66e Tour d'Espagne s'est déroulé du 20 août au 11 septembre 2011. Il s'agit de la 21e épreuve de l'UCI World Tour 2011.
La course est gagnée à l'origine par Juan José Cobo avec une marge de seulement 13 secondes sur le Britannique Christopher Froome. Aucun des deux coureurs n'avait été désigné comme favori avant la course et tous deux étaient alignés comme équipier : Cobo pour Denis Menchov et Froome pour Bradley Wiggins. Le 13 juin 2019, l'instance dirigeante du sport, l'Union cycliste internationale (UCI), a annoncé que Cobo avait été reconnu coupable de violation des règles antidopage, selon les conclusions de son passeport biologique. En conséquence, l'UCI l'a suspendu trois ans. Le 17 juillet 2019, le délai imparti à Cobo pour faire appel de la décision s'est terminé, l'UCI a annoncé que Chris Froome est désigné vainqueur de la Vuelta 2011, le faisant rétroactivement premier Britannique à remporter un Grand Tour. Il s'adjuge également le classement du combiné. Il s'agit de sa première victoire dans un grand tour. Il devance au classement général le Britannique Bradley Wiggins du Team Sky et le Néerlandais Bauke Mollema (Rabobank), lauréat également  du classement par points. Le Français David Moncoutié remporte quant à lui le maillot à pois du classement de la montagne pour la quatrième année consécutive. La formation Geox-TMC s'impose sur le classement par équipes. Cette Vuelta révèle Froome, qui remportera plusieurs Tours de France par la suite.

## Présentation

### Parcours
L'édition 2011 de la Vuelta, que les organisateurs ont voulu « plus intense », débute par un contre-la-montre par équipes de 16 km autour de Benidorm. Après une étape de plaine, les puncheurs auront une occasion de contrarier les plans des équipes de sprinteurs, avec l'Alto de la Santa à 11 km de l'arrivée de la 3e étape. La 4e étape part de Baza, passe par la Sierra de los Filabres, et se termine à la station de Sierra Nevada. La 5e étape comprend l'Alto de Valdepeñas de Jaén à 8 km de l'arrivée et un mur final (avec des passages à 27 %), où s'était imposé en 2010 Igor Antón. La 6e étape arrive à Cordoue et passe par l'Alto de San Jerónimo à 11 km de l'arrivée. La 7e étape est plate.
Entre le 27 et le 31 août, les coureurs doivent enchaîner une étape de moyenne montagne, avec un final comprenant des passages à 28 %, précédé d'un col de première catégorie en début d'étape et de trois ascensions (deux de 2e catégorie et une de 3e) dans les 65 derniers kilomètres, (8e étape), une étape arrivant au sommet de la Sierra de Béjar (9e étape), un contre-la-montre de 40 km autour de Salamanque (10e étape), la première journée de repos et une étape de haute montagne se terminant au sommet de la station de ski de Manzaneda (11e étape). Après une étape de plaine et une étape de moyenne montagne, les coureurs enchaînent deux étapes de haute montagne, finissant chacune au sommet d'une ascension, respectivement la Farrapona et l'Angliru. Puis, les participants de cette Vuelta ont leur deuxième jour de repos, suivie d'une étape de plaine.
Suivent ensuite une arrivée au sommet de Peña Cabarga, où s'est imposé en 2010 par Joaquim Rodríguez, trois étapes de moyenne montagne et la dernière étape, avec le circuit habituel autour de Madrid,. Cette Vuelta est qualifié de « très dure », « très complète », « très équilibrée », « pour les grimpeurs », « plus pour les bons grimpeurs que pour les coureurs bons en contre-la-montre » et où « un grimpeur s'imposera ».
Ce Tour d'Espagne passe par le Pays basque pour la première fois depuis 33 ans, « une très bonne nouvelle » pour l'organisateur Javier Guillen, due à des « conditions politiques [qui] ont changé depuis deux ans avec un nouveau parti au pouvoir dans la région ».

### Équipes
Les équipes sont connues le 31 mai :
- équipes ProTour : AG2R La Mondiale, Astana, BMC Racing, Euskaltel-Euskadi, Garmin-Cervélo, Lampre-ISD, Liquigas-Cannondale, Movistar, Omega Pharma-Lotto, Rabobank, Quick Step, Team Leopard-Trek, Team RadioShack, Saxo Bank-SunGard, Team HTC-Highroad, Team Katusha, Team Sky, Vacansoleil-DCM
- équipes continentales professionnelles : Andalucía-Cajasur, Cofidis, Geox-TMC, Skil-Shimano

### Favoris

#### Pour le classement général
Au départ de ce Tour d'Espagne, les principaux prétendants à la victoire finale sont le tenant du titre Vincenzo Nibali (Liquigas-Cannondale), les Espagnols Igor Antón (Euskaltel-Euskadi) qui avait abandonné son maillot rouge de leader l'an dernier sur chute, et Joaquim Rodríguez (Team Katusha) qui lui avait cédé sa tunique de leader dans l'ultime contre-la-montre.
Bradley Wiggins (Team Sky), Jurgen Van den Broeck (Omega Pharma-Lotto), Andreas Klöden et Janez Brajkovič (Team RadioShack), tous victimes de lourdes chutes sur le dernier Tour de France, reportent leurs ambitions sur cette Vuelta. L'Italien Michele Scarponi (Lampre-ISD), 2e du dernier Tour d'Italie et absent du Tour de France, en fait de même.
Parmi les outsiders, on citera les Irlandais Nicolas Roche (AG2R La Mondiale) et Dan Martin (Garmin-Cervélo), le Russe Denis Menchov (Geox-TMC), le Néerlandais Steven Kruijswijk (Rabobank) et l'Espagnol Carlos Sastre (Geox-TMC).

#### Les sprinteurs
Cette Vuelta marquera la première confrontation entre l'étoile montante du sprint mondial, l'Allemand Marcel Kittel (Skil-Shimano) qui dispute son premier grand tour, et le roi du sprint actuel Mark Cavendish (Team HTC-Highroad).Ce duel sera arbitré par le vétéran Italien Alessandro Petacchi (Lampre-ISD), l'Américain Tyler Farrar (Garmin-Cervélo), le Belge Tom Boonen (Quick Step), l'Espagnol Óscar Freire, le Danois Matti Breschel (Rabobank), l'Argentin Juan José Haedo (Saxo Bank-SunGard) et l'italien Daniele Bennati (Team Leopard-Trek). Le Slovaque Peter Sagan (Liquigas-Cannondale) sera quant à lui le favori des arrivées en légère montée.

### Règlement de la course

#### Règlement du classement général
Le leader du classement général, qui porte le maillot rouge, est déterminé par addition des temps individuels réalisés à chaque étape. Des bonifications sont attribuées aux arrivées des étapes individuelles en ligne (20, 12 et 8 secondes aux trois premiers) ainsi que lors des sprints intermédiaires (6, 4 et 2 secondes).
En cas d'égalité les centièmes de secondes enregistrés dans les étapes contre-la-montre individuel sont réincorporés au classement. Si l'égalité persiste (notamment si aucun contre-la-montre individuel n'a encore été disputé) le départage est réalisé par addition des places obtenues dans les étapes et, en dernier ressort, à la place obtenue dans la dernière étape disputée.

#### Règlement du classement par points
À l'issue de chaque étape le leader du classement par points porte le maillot vert.
Toutes les étapes individuelles attribuent des points selon le même barème. Aucun point n'est attribué lors du contre-la-montre par équipes.
- Arrivées : 25 points, 20, 16, 14, 12, 10, 9, 8, 7, 6, 5, 4, 3, 2 et 1 point au quinzième
- Sprints intermédiaires : 4 points, 2 et 1 point au troisième.

En cas d'égalité les coureurs sont départagés selon les critères suivants : nombre de victoires d'étape, nombre de victoires dans un sprint intermédiaire et enfin classement général.

#### Règlement du classement de la montagne
Le classement de la montagne, dont le leader porte le maillot blanc à pois bleus, est établi selon le barème suivant :
- Cima Alberto Fernandez (Sierra Nevada) : 20 points, 15, 10, 6, 4 et 2 points au sixième
- Arrivée au sommet : 15 points, 10, 6, 4 et 2 points au cinquième
- Col de 1re catégorie : 10 points, 6, 4, 2 et 1 point au cinquième
- Col de 2e catégorie : 5 points, 3 et 1 point au troisième
- Col de 3e catégorie : 3 points, 2 et 1 point au troisième.

En cas d'égalité les critères pour départager sont, dans l'ordre : la première place a la cima Alberto Fernandez, puis par le nombre de premières places sur les arrivées au sommet, puis par les premières places au sommet des cols de 1re puis 2e puis 3e catégorie. En dernier ressort on fera appel à la meilleure place du classement général individuel au temps.

#### Règlement du classement combiné
Le classement combiné, dont le leader porte le maillot blanc, est réalisé par l'addition des places de chaque coureur aux classements général, par points et de la montagne. Ne sont donc classés que les coureurs qui ont marqué des points dans chacun de ce trois classements, sauf si aucun coureur n'est dans ce cas (on considère alors ceux qui figurent dans deux classements). En cas d'égalité, c'est le classement général qui prime.

## Récit de la course

### 20 - 22 août: 3 leaders en 3 étapes
La Team Leopard-Trek remporte le contre-la-montre par équipe inaugural, permettant à Jakob Fuglsang (premier coureur de son équipe à franchir la ligne) d'endosser le maillot rouge. Parmi les favoris, Vincenzo Nibali s'en tire le mieux, son équipe Liquigas-Cannondale prenant la deuxième place à 4 secondes. La Team HTC-Highroad complète le podium à 9 secondes. Les Omega Pharma-Lotto de Jurgen Van den Broeck, la Team Katusha de Joaquim Rodríguez et les Euskaltel-Euskadi d'Igor Antón terminent respectivement 8e à 18 secondes, 10e à 25 secondes et 12e à 28 secondes. Les équipes de Bradley Wiggins (Team Sky) et Denis Menchov (Geox-TMC) terminent 20e et 21e, à 42 et 43 secondes. Le lendemain, Chris Sutton (Team Sky) s'impose au sprint devant Vicente Reynés (Omega Pharma-Lotto) et Marcel Kittel (Skil-Shimano), et s'empare du maillot vert. Daniele Bennati (Team Leopard-Trek) subtilise la tête du général à son coéquipier au bénéfice de l'addition des places obtenues. Carlos Sastre (Geox-TMC) et Andreas Klöden (Team RadioShack) perdent respectivement 20 secondes et 1 minute et 18 secondes. Pablo Lastras (Movistar) gagne la 3e étape et prend la tête de tous les classements. Il devance de 15 secondes Sylvain Chavanel (Quick Step), Markel Irizar (Team RadioShack) et Ruslan Pidgornyy (Vacansoleil-DCM), qui le suivent au classement général. Le groupe des favoris, réglé pour la 5e place par Nicolas Roche (AG2R La Mondiale), termine à 1 minute 43 secondes et un 2e peloton, composé notamment de Steven Kruijswijk (Rabobank), Wout Poels (Vacansoleil-DCM), Thomas Lövkvist (Team Sky), Robert Kišerlovski (Astana), Vladimir Karpets (Team Katusha), Denis Menchov et Fabio Duarte (Geox-TMC), est pointé à 3 min 06 s du vainqueur du jour. Klöden perd 12 minutes et 19 secondes.

### 23 - 26 août: Chavanel en rouge, Rodriguez et Nibali marquent les esprits en équipe
Daniel Moreno (Team Katusha) remporte la 4e étape, 3 secondes devant Chris Anker Sørensen (Saxo Bank-SunGard). Le groupe des favoris, composé de 29 coureurs et réglé pour la troisième place par Dan Martin (Garmin-Cervélo), termine à 11 secondes. Igor Antón perd 1 minute 27 secondes sur ce groupe. Sylvain Chavanel s'empare du maillot rouge, 43 secondes devant Moreno, qui prend la tête des classements de la montagne et du combiné. Les Katusha marquent les esprits le lendemain, puisque Joaquim Rodriguez remporte l'étape, grâce notamment au travail de Daniel Moreno, troisième à 5 secondes. Wout Poels (Vacansoleil-DCM) est deuxième. Au classement général, si Chavanel est toujours en rouge, le duo effectue un rapproché, Moreno étant deuxième à 9 secondes et Rodriguez troisième à 23 secondes. Le lendemain, les Liquigas-Cannondale, avec Vincenzo Nibali, Peter Sagan, Valerio Agnoli et Eros Capecchi, accompagnés par Pablo Lastras, faussent compagnie au peloton dans la dernière descente de la 6e étape. Sagan remporte l'étape devant Lastras. Nibali termine 4e, ratant donc les bonifications. Un groupe de 10 coureurs, composé notamment de Sylvain Chavanel, Joaquim Rodriguez, Jakob Fuglsang et Michele Scarponi (Lampre-ISD), est pointé à 17 secondes, le peloton à 23 secondes. Au général, Nibali remonte à la troisième place, à 16 secondes de Chavanel. Aucun changement notable au classement général ne s'effectue lors de la 7e étape, remporté à la suite d'un sprint massif, marqué par une chute collective, par Marcel Kittel. Il devance Peter Sagan, qui s'empare du maillot vert, et Óscar Freire (Rabobank).

### 27 août: Rodriguez fait coup double
Joaquim Rodríguez s'impose au sommet du mur qui conclut la 8e étape. Il relègue Michele Scarponi, Bauke Mollema (Rabobank) et Jurgen Van den Broeck à 9 secondes, Jakob Fuglsang à 12 secondes, 5 coureurs dont Igor Antón et Denis Menchov à 15 secondes, et surtout Vincenzo Nibali à 32 secondes. Au classement général, Rodriguez, qui endosse également le maillot vert, prend la première place, avec 32 secondes d'avance sur Moreno, 34 secondes sur Fuglsang, 45 secondes sur Nibali et 51 secondes sur Scarponi.

### 28 août - 2 septembre: les outsiders au pouvoir
Lors de la 9e étape, à l'issue de l'ascension finale, irrégulière et présentant des passages à plus de 10 %, consacre Dan Martin, qui s'impose au sprint devant Bauke Mollema. Celui-ci s'empare du maillot rouge. Juan José Cobo (Geox-TMC) complète le podium, à 3 secondes, devant Bradley Wiggins, Christopher Froome (Team Sky), Vincenzo Nibali, Rein Taaramäe (Cofidis), Denis Menchov, Haimar Zubeldia (Team RadioShack) et Fredrik Kessiakoff, qui terminent entre 4 et 12 secondes derrière le vainqueur du jour. Au classement général, Mollema devance Rodriguez de 1 seconde et Nibali de 9 secondes. Kessiakoff et Van den Broeck sont quatrième et cinquième, à 18 et 27 secondes. En revanche, Moreno et Fuglsang chutent aux sixième et septième rangs, à plus de 30 secondes du nouveau maillot rouge. Tony Martin (Team HTC-Highroad) remporte le contre-la-montre, devançant de 59 secondes Froome, nouveau maillot rouge, et de 1 minute 22 secondes Wiggins. Le champion du monde de la spécialité Fabian Cancellara (Team Leopard-Trek) est quatrième, à 1 minute 27 secondes. Au classement général, Froome devance Fuglsang, sixième de l'étape, de 12 secondes et Wiggins de 20 secondes. Nibali est quatrième à 31 secondes, Kessiakoff 5e à 34 secondes. Après cette première semaine, Van den Broeck et Menchov pointent à plus de 2 minutes, Rodriguez à 3 minutes 23 secondes et Antón à 8 minutes 47 secondes. David Moncoutié (Cofidis) s'impose, lors de la 11e étape, pour la 4e année consécutive sur le Tour d'Espagne. Il se rapproche également de son objectif de remporter un quatrième maillot à pois consécutif, n'étant qu'à un point du nouveau leader du classement de la montagne Matteo Montaguti (AG2R La Mondiale). Joaquim Rodriguez reprend 7 secondes sur ses principaux rivaux, tandis que Janez Brajkovič perd 16 secondes, Jakob Fuglsang, Maxime Monfort, Denis Menchov et Michele Scarponi 23 secondes et Christopher Froome, qui s'est sacrifié pour Bradley Wiggins, 27 secondes. Au classement général, les positions sont encore plus serrées, puisque Wiggins endosse le maillot rouge, 7 secondes devant Froome, 11 secondes devant Nibali, 14 secondes devant Kessiakoff et 19 secondes sur Fuglsang. Derrière, Mollema est à 47 secondes et Monfort, Cobo, Zubeldia et Brajkovič à 1 à 2 minutes. Peter Sagan s'adjuge lors d'un sprint, avec une bosse juste avant la flamme rouge, la 12e étape, devançant John Degenkolb (Team HTC-Highroad) et Daniele Bennati. Quelques cassures ont été créées dans la dernière montée. Seuls 15 coureurs, dont Kessiakoff et Mollema, qui remporte le premier sprint intermédiaire et les 6 secondes de bonifications, composent le groupe de tête. Vincenzo Nibali et Sylvain Chavanel sont à 4 secondes, la plupart des favoris à 5 secondes. Wiggins conserve son maillot rouge. Michael Albasini (Team HTC-Highroad) remporte la 13e étape, devançant au sprint ses compagnons d'échappée. Le groupe maillot rouge termine à 1 minutes 33 secondes. Nibali, grâce à sa première place lors du premier sprint intermédiaire, grimpe à la deuxième place, à 4 secondes de Wiggins. Il a également attaqué dans la descente du Puerto de Ancares, suivi de Kessiakoff, Mollema et Fuglsang, mais ce quatuor est repris. David Moncoutié endosse le maillot à pois.

### 3 - 4 septembre: le classement général se décante
Rein Taaramäe, rescapé de l'échappée matinale, s'adjuge la 14e étape. Il devance les Geox-TMC Juan José Cobo, qui a attaqué à 5 km de l'arrivée, de 25 secondes et David de la Fuente de 29 secondes. Le groupe maillot rouge, réglé par Wout Poels, termine à 45 secondes. Les grands perdants du jour sont Vincenzo Nibali et Joaquim Rodriguez, qui perdent 1 minute 21 secondes sur le groupe maillot rouge. Le Team Sky domine le classement général, puisque Wiggins conserve son maillot rouge, 7 secondes devant Froome. Mollema complète le podium, à 36 secondes. Cobo remonte à la 4e place, à 55 secondes, et Fuglsang reste en 5e position, mais à désormais 58 secondes. Kessiakoff et Nibali chutent aux sixième et septième rangs, à 1 minutes 23 secondes et 1 minute 25 secondes du maillot rouge. Juan José Cobo s'impose au sommet de l'Angliru, 48 secondes devant Wout Poels, Denis Menchov et Christopher Froome. Wiggins craque à 2,5 km du sommet, et termine cinquième à 1 minute 21 secondes, avec Igor Antón dans sa roue. Joaquim Rodriguez, Maxime Monfort, Bauke Mollema et Sergueï Lagoutine (Vacansoleil-DCM) pointent à 1 minute 35 secondes, Vincenzo Nibali à 2 minutes 37 secondes et Jakob Fuglsang à 2 minutes 43 secondes. Grand perdant de l'étape, Fredrik Kessiakoff termine à 21 minutes 45 secondes du vainqueur du jour, qui s'empare également des maillots rouge et blanc. Au classement général, Cobo devance Froome de 20 secondes, Wiggins de 46 secondes et Mollema de 1 minute 36 secondes.

### 6 - 11 septembre: derniers changements
Juan José Haedo (Saxo Bank-SunGard) remporte au sprint la 16e étape, devant Alessandro Petacchi (Lampre-ISD) et Daniele Bennati. Le dernier kilomètre de la 17e étape est d'une rare intensité,. Christopher Froome y devance Juan José Cobo d'une seconde et revient à treize secondes de celui-ci, toujours en rouge, au classement général. Bauke Mollema, qui s'empare du maillot vert, est troisième à 21 secondes et le reste du Top 10 est à moins de 15 s de ce dernier.

Aucun changement au classement général n'est à signaler lors de la 18e étape, où Francesco Gavazzi (Lampre-ISD) devance Kristof Vandewalle (Quick Step) et Alexandre Geniez (Skil-Shimano) et ses autres compagnons d'échappée. Parmi ces derniers, Joaquim Rodriguez, huitième de l'étape, reprend le maillot vert. Le lendemain, la victoire d'étape ne se joue pas au sein de l'échappée. Igor Antón s'impose et sauve ainsi sa Vuelta. Il devance Marzio Bruseghin (Movistar) et Dominik Nerz (Liquigas-Cannondale). Un triplé italien a lieu lors 20e étape, où Daniele Bennati devance lors d'un sprint en petit comité Enrico Gasparotto (Astana) et Damiano Caruso (Liquigas-Cannondale). Il s'agissait pour les favoris de la véritable dernière occasion de bousculer le classement général. Finalement, il n'en sera rien, le dernier col se révélant trop loin de l'arrivée. Mollema revient à égalité de points avec Rodriguez, qui conserve néanmoins son maillot vert. Ce Tour d'Espagne se conclut par un sprint massif. Peter Sagan s'impose à Madrid, devenant ainsi le 1er coureur à s'adjuger 3 étapes pour son premier grand tour. Il devance Bennati et Petacchi. Juan José Cobo, arrivé dans le peloton, remporte donc son premier grand tour, devançant les Britanniques du Team Sky Christopher Froome, révélation de l'épreuve, et Bradley Wiggins, qu'il devance respectivement de 13 secondes et 1 minute 39 secondes. Cobo remporte également le classement du combiné et son équipe Geox-TMC celui par équipe. Bauke Mollema, également 4e du général, subtilise le maillot vert à Joaquim Rodríguez. Enfin, David Moncoutié devient le premier coureur à s'imposer 4 fois consécutives au classement de la montagne.

## Étapes
| Étape     | Date               | Villes étapes                                     |                    | km                     | Vainqueur d'étape         | Leader du classement général |
| --------- | ------------------ | ------------------------------------------------- | ------------------ | ---------------------- | ------------------------- | ---------------------------- |
| 1re étape | Sam. 20 août       | Benidorm – Benidorm                               |                    | 13,5 (CLM par équipes) | Team Leopard-Trek         | Jakob Fuglsang               |
| 2e étape  | Dim. 21 août       | La Nucía – Playas de Orihuela                     |                    | 174                    | Christopher Sutton        | Daniele Bennati              |
| 3e étape  | Lun. 22 août       | Petrel – Totana                                   |                    | 163                    | Pablo Lastras             | Pablo Lastras                |
| 4e étape  | Mar. 23 août       | Baza – Sierra Nevada                              |                    | 170,2                  | Daniel Moreno             | Sylvain Chavanel             |
| 5e étape  | Mer. 24 août       | Sierra Nevada – Valdepeñas de Jaén                |                    | 187                    | Joaquim Rodríguez         | Sylvain Chavanel             |
| 6e étape  | Jeu. 25 août       | Úbeda – Cordoue                                   |                    | 193,4                  | Peter Sagan               | Sylvain Chavanel             |
| 7e étape  | Ven. 26 août       | Almadén – Talavera de la Reina                    |                    | 182,9                  | Marcel Kittel             | Sylvain Chavanel             |
| 8e étape  | Sam. 27 août       | Talavera de la Reina – San Lorenzo de El Escorial |                    | 177,3                  | Joaquim Rodríguez         | Joaquim Rodríguez            |
| 9e étape  | Dim. 28 août       | Villacastín – Sierra de Béjar-La Covatilla        |                    | 183                    | Dan Martin                | Bauke Mollema                |
| 10e étape | Lun. 29 août       | Salamanque – Salamanque                           |                    | 47 (CLM)               | Tony Martin               | Christopher Froome           |
|           | Mar. 30 août       | (journée de repos)                                | (journée de repos) | (journée de repos)     | (journée de repos)        | (journée de repos)           |
| 11e étape | Mer. 31 août       | Verín – Manzaneda                                 |                    | 167                    | David Moncoutié           | Bradley Wiggins              |
| 12e étape | Jeu. 1er septembre | Punteareas – Pontevedra                           |                    | 167,3                  | Peter Sagan               | Bradley Wiggins              |
| 13e étape | Ven. 2 septembre   | Sarria – Ponferrada                               |                    | 158,2                  | Michael Albasini          | Bradley Wiggins              |
| 14e étape | Sam. 3 septembre   | Astorga – La Farrapona                            |                    | 175,8                  | Rein Taaramäe             | Bradley Wiggins              |
| 15e étape | Dim. 4 septembre   | Avilés – Alto de l'Angliru                        |                    | 142,2                  | Juan José Cobo Wout Poels | Christopher Froome           |
|           | Lun. 5 septembre   | (journée de repos)                                | (journée de repos) | (journée de repos)     | (journée de repos)        | (journée de repos)           |
| 16e étape | Mar. 6 septembre   | Villa romaine de La Olmeda – Haro                 |                    | 203,6                  | Juan José Haedo           | Christopher Froome           |
| 17e étape | Mer. 7 septembre   | Oyón-Faustino V – Peña Cabarga (es)               |                    | 211                    | Christopher Froome        | Christopher Froome           |
| 18e étape | Jeu. 8 septembre   | Solares – Noja                                    |                    | 174,6                  | Francesco Gavazzi         | Christopher Froome           |
| 19e étape | Ven. 9 septembre   | Noja – Bilbao                                     |                    | 158,5                  | Igor Antón                | Christopher Froome           |
| 20e étape | Sam. 10 septembre  | Bilbao – Vitoria-Gasteiz                          |                    | 185                    | Daniele Bennati           | Christopher Froome           |
| 21e étape | Dim. 11 septembre  | Circuit de Jarama – Madrid                        |                    | 95,6                   | Peter Sagan               | Christopher Froome           |

## Classements finals

### Classement général

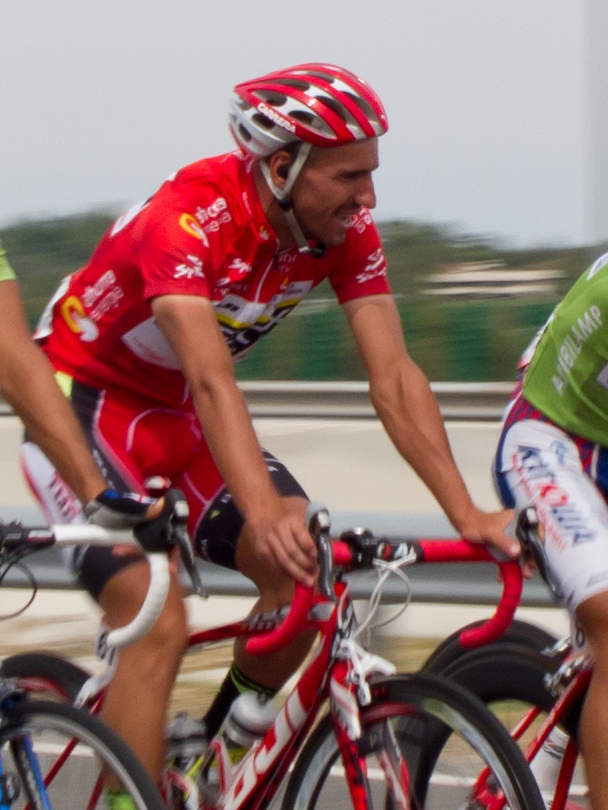
Juan José Cobo.

Après le déclassement de Juan José Cobo, conformément au règlement antidopage en vigueur, seules les trois premières places du classement général sont réattribuées ainsi que la première sur les classements annexes (celui du combiné). La quatrième place du général reste officiellement vacante, ainsi que la deuxième du classement du combiné.
|     | Cycliste              | Pays        | Équipe              |    | Temps            |
| --- | --------------------- | ----------- | ------------------- | -- | ---------------- |
| DSQ | Juan José Cobo        | Espagne     | Geox-TMC            |    | 84 h 59 min 31 s |
| 1   | Christopher Froome    | Royaume-Uni | Team Sky            | en | 84 h 59 min 44 s |
| 2   | Bradley Wiggins       | Royaume-Uni | Team Sky            | +  | 1 min 26 s       |
| 3   | Bauke Mollema         | Pays-Bas    | Rabobank            |    | 1 min 50 s       |
| 4   | Non attribuée         |             |                     |    |                  |
| 5   | Denis Menchov         | Russie      | Geox-TMC            |    | 3 min 35 s       |
| 6   | Maxime Monfort        | Belgique    | Team Leopard-Trek   |    | 4 min 0 s        |
| 7   | Vincenzo Nibali       | Italie      | Liquigas-Cannondale |    | 4 min 18 s       |
| 8   | Jurgen Van den Broeck | Belgique    | Omega Pharma-Lotto  |    | 4 min 32 s       |
| 9   | Daniel Moreno         | Espagne     | Team Katusha        |    | 5 min 7 s        |
| 10  | Mikel Nieve           | Espagne     | Euskaltel-Euskadi   |    | 5 min 20 s       |
| 11  | Jakob Fuglsang        | Danemark    | Team Leopard-Trek   |    | 5 min 37 s       |
| 12  | Chris Anker Sørensen  | Danemark    | Saxo Bank-SunGard   |    | 7 min 51 s       |
| 13  | Dan Martin            | Irlande     | Garmin-Cervélo      |    | 7 min 9 s        |
| 14  | Marzio Bruseghin      | Italie      | Movistar            |    | 8 min 39 s       |
| 15  | Sergueï Lagoutine     | Ouzbékistan | Vacansoleil-DCM     |    | 8 min 44 s       |
| 16  | Nicolas Roche         | Irlande     | AG2R La Mondiale    |    | 10 min 12 s      |
| 17  | Wout Poels            | Pays-Bas    | Vacansoleil-DCM     |    | 11 min 29 s      |
| 18  | Robert Kišerlovski    | Croatie     | Astana              |    | 13 min 14 s      |
| 19  | Joaquim Rodríguez     | Espagne     | Team Katusha        |    | 14 min 54 s      |
| 20  | Carlos Sastre         | Espagne     | Geox-TMC            |    | 19 min 55 s      |

### Classements annexes
|    | Cycliste           | Pays        | Équipe              | Points |
| -- | ------------------ | ----------- | ------------------- | ------ |
| 1  | Bauke Mollema      | Pays-Bas    | Rabobank            | 122    |
| 2  | Joaquim Rodríguez  | Espagne     | Team Katusha        | 115    |
| 3  | Daniele Bennati    | Italie      | Team Leopard-Trek   | 101    |
| 4  | Peter Sagan        | Slovaquie   | Liquigas-Cannondale | 100    |
|    | Juan José Cobo     | Espagne     | Geox-TMC            | 92     |
| 6  | Christopher Froome | Royaume-Uni | Team Sky            | 88     |
| 7  | Daniel Moreno      | Espagne     | Team Katusha        | 83     |
| 8  | Wout Poels         | Pays-Bas    | Vacansoleil-DCM     | 71     |
| 9  | Dan Martin         | Irlande     | Garmin Cervélo      | 70     |
| 10 | Bradley Wiggins    | Royaume-Uni | Team Sky            | 69     |

|    | Cycliste             | Pays        | Équipe            | Points |
| -- | -------------------- | ----------- | ----------------- | ------ |
| 1  | David Moncoutié      | France      | Cofidis           | 63     |
| 2  | Matteo Montaguti     | Italie      | AG2R La Mondiale  | 56     |
|    | Juan José Cobo       | Espagne     | Geox-TMC          | 42     |
| 4  | Dan Martin           | Irlande     | Garmin-Cervélo    | 33     |
| 5  | Daniel Moreno        | Espagne     | Team Katusha      | 32     |
| 6  | David de la Fuente   | Espagne     | Geox-TMC          | 24     |
| 7  | Nico Sijmens         | Belgique    | Cofidis           | 22     |
| 8  | Christopher Froome   | Royaume-Uni | Team Sky          | 21     |
| 9  | Chris Anker Sørensen | Danemark    | Saxo Bank-SunGard | 20     |
| 10 | Koen de Kort         | Pays-Bas    | Skil-Shimano      | 19     |

|    | Cycliste             | Pays        | Équipe            | Points |
| -- | -------------------- | ----------- | ----------------- | ------ |
|    | Juan José Cobo       | Espagne     | Geox-TMC          | 9      |
| 1  | Christopher Froome   | Royaume-Uni | Team Sky          | 16     |
| 3  | Bauke Mollema        | Pays-Bas    | Rabobank          | 17     |
| 4  | Daniel Moreno        | Espagne     | Team Katusha      | 21     |
| 5  | Dan Martin           | Irlande     | Garmin-Cervélo    | 26     |
| 6  | Wout Poels           | Pays-Bas    | Vacansoleil-DCM   | 38     |
| 7  | Bradley Wiggins      | Royaume-Uni | Team Sky          | 39     |
| 8  | Joaquim Rodríguez    | Espagne     | Team Katusha      | 48     |
| 9  | Chris Anker Sørensen | Danemark    | Saxo Bank-SunGard | 51     |
| 10 | Denis Menchov        | Russie      | Geox-TMC          | 52     |

|    | Équipe              | Pays        |    | Temps             |
| -- | ------------------- | ----------- | -- | ----------------- |
| 1  | Geox-TMC            | Espagne     | en | 254 h 32 min 38 s |
| 2  | Leopard-Trek        | Luxembourg  | +  | 10 min 19 s       |
| 3  | Euskaltel-Euskadi   | Espagne     |    | 16 min 44 s       |
| 4  | Katusha             | Russie      |    | 43 min 18 s       |
| 5  | AG2R La Mondiale    | France      |    | 43 min 27 s       |
| 6  | Rabobank            | Pays-Bas    |    | 54 min 32 s       |
| 7  | Astana              | Kazakhstan  |    | 58 min 56 s       |
| 8  | Liquigas-Cannondale | Italie      |    | 1 h 1 min 51 s    |
| 9  | Movistar            | Espagne     |    | 1 h 5 min 11 s    |
| 10 | Sky                 | Royaume-Uni |    | 1 h 9 min 45 s    |

### UCI World Tour
Ce Tour d'Espagne attribue des points pour l'UCI World Tour 2011, seulement aux coureurs des équipes ayant un label ProTeam.
| Position           | 1er | 2e  | 3e  | 4e | 5e | 6e | 7e | 8e | 9e | 10e | 11e | 12e | 13e | 14e | 15e | 16e | 17e | 18e | 19e | 20e |
| Classement général | 170 | 130 | 100 | 90 | 80 | 70 | 60 | 52 | 44 | 38  | 32  | 26  | 22  | 18  | 14  | 10  | 8   | 6   | 4   | 2   |
| Par étape          | 16  | 8   | 4   | 2  | 1  |    |    |    |    |     |     |     |     |     |     |     |     |     |     |     |

| #  | Coureur               | Équipe              | Points |
| -- | --------------------- | ------------------- | ------ |
| 1  | Christopher Froome    | Team Sky            | 157    |
| 2  | Bradley Wiggins       | Team Sky            | 108    |
| -  | Bauke Mollema         | Rabobank            | 108    |
| 4  | Maxime Monfort        | Team Leopard-Trek   | 70     |
| 5  | Daniel Moreno         | Team Katusha        | 68     |
| 6  | Vincenzo Nibali       | Liquigas-Cannondale | 62     |
| 7  | Peter Sagan           | Liquigas-Cannondale | 56     |
| 8  | Jurgen Van den Broeck | Omega Pharma-Lotto  | 54     |
| 9  | Dan Martin            | Garmin-Cervélo      | 44     |
| 10 | Mikel Nieve           | Euskaltel-Euskadi   | 38     |
| -  | Joaquim Rodríguez     | Team Katusha        | 38     |

| Suite du classement (12-55) | Suite du classement (12-55) | Suite du classement (12-55) | Suite du classement (12-55) |
| #                           | Coureur                     | Équipe                      | Points                      |
| --------------------------- | --------------------------- | --------------------------- | --------------------------- |
| 12                          | Chris Anker Sørensen        | Saxo Bank-SunGard           | 35                          |
| 13                          | Daniele Bennati             | Team Leopard-Trek           | 34                          |
| 14                          | Jakob Fuglsang              | Team Leopard-Trek           | 33                          |
| 15                          | Marzio Bruseghin            | Movistar                    | 26                          |
| -                           | Wout Poels                  | Vacansoleil-DCM             | 26                          |
| 17                          | Pablo Lastras               | Movistar                    | 24                          |
| 18                          | Juan José Haedo             | Saxo Bank-SunGard           | 17                          |
| -                           | Igor Antón                  | Euskaltel-Euskadi           | 17                          |
| 20                          | Michael Albasini            | Team HTC-Highroad           | 16                          |
| -                           | Tony Martin                 | Team HTC-Highroad           | 16                          |
| -                           | Christopher Sutton          | Team Sky                    | 16                          |
| -                           | Francesco Gavazzi           | Lampre-ISD                  | 16                          |
| 24                          | Alessandro Petacchi         | Lampre-ISD                  | 14                          |
| -                           | Sergueï Lagoutine           | Vacansoleil-DCM             | 14                          |
| 26                          | Nicolas Roche               | AG2R La Mondiale            | 12                          |
| 27                          | Vicente Reynés              | Omega Pharma-Lotto          | 10                          |
| -                           | John Degenkolb              | Team HTC-Highroad           | 10                          |
| 29                          | Eros Capecchi               | Liquigas-Cannondale         | 9                           |
| -                           | Michele Scarponi            | Lampre-ISD                  | 9                           |
| 31                          | Sylvain Chavanel            | Quick Step                  | 8                           |
| -                           | Beñat Intxausti             | Movistar                    | 8                           |
| -                           | Enrico Gasparotto           | Astana                      | 8                           |
| -                           | Kristof Vandewalle          | Quick Step                  | 8                           |
| 35                          | Robert Kišerlovski          | Astana                      | 6                           |
| 36                          | Valerio Agnoli              | Liquigas-Cannondale         | 4                           |
| -                           | Damiano Caruso              | Liquigas-Cannondale         | 4                           |
| -                           | Óscar Freire                | Rabobank                    | 4                           |
| -                           | Markel Irizar               | Team RadioShack             | 4                           |
| -                           | Luis León Sánchez           | Rabobank                    | 4                           |
| -                           | Dominik Nerz                | Liquigas-Cannondale         | 4                           |
| 42                          | Fabian Cancellara           | Team Leopard-Trek           | 2                           |
| -                           | Tyler Farrar                | Garmin-Cervélo              | 2                           |
| -                           | Sep Vanmarcke               | Garmin-Cervélo              | 2                           |
| -                           | Haimar Zubeldia             | Team RadioShack             | 2                           |
| -                           | Mathias Frank               | BMC Racing                  | 2                           |
| -                           | Ruslan Pidgornyy            | Vacansoleil-DCM             | 2                           |
| 48                          | Matti Breschel              | Rabobank                    | 1                           |
| -                           | Leigh Howard                | Team HTC-Highroad           | 1                           |
| -                           | Lloyd Mondory               | AG2R La Mondiale            | 1                           |
| -                           | Matteo Montaguti            | AG2R La Mondiale            | 1                           |
| -                           | Przemysław Niemiec          | Lampre-ISD                  | 1                           |
| -                           | Sérgio Paulinho             | Team RadioShack             | 1                           |
| -                           | Taylor Phinney              | BMC Racing                  | 1                           |
| -                           | Nikolas Maes                | Quick Step                  | 1                           |

## Évolution des classements
| Étape            | Vainqueur                 | Classement général | Classement par points | Classement de la montagne | Classement du combiné | Classement par équipes |
| ---------------- | ------------------------- | ------------------ | --------------------- | ------------------------- | --------------------- | ---------------------- |
| 1                | Team Leopard-Trek         | Jakob Fuglsang     | Non décerné           | Non décerné               | Non décerné           | Team Leopard-Trek      |
| 2                | Christopher Sutton        | Daniele Bennati    | Christopher Sutton    | Paul Martens              | Jesús Rosendo         | Team Leopard-Trek      |
| 3                | Pablo Lastras             | Pablo Lastras      | Pablo Lastras         | Pablo Lastras             | Pablo Lastras         | Movistar               |
| 4                | Daniel Moreno             | Sylvain Chavanel   | Pablo Lastras         | Daniel Moreno             | Daniel Moreno         | Team RadioShack        |
| 5                | Joaquim Rodríguez         | Sylvain Chavanel   | Daniel Moreno         | Daniel Moreno             | Daniel Moreno         | Team RadioShack        |
| 6                | Peter Sagan               | Sylvain Chavanel   | Joaquim Rodríguez     | Daniel Moreno             | Daniel Moreno         | Team RadioShack        |
| 7                | Marcel Kittel             | Sylvain Chavanel   | Peter Sagan           | Daniel Moreno             | Daniel Moreno         | Team RadioShack        |
| 8                | Joaquim Rodríguez         | Joaquim Rodríguez  | Joaquim Rodríguez     | Daniel Moreno             | Daniel Moreno         | Team RadioShack        |
| 9                | Dan Martin                | Bauke Mollema      | Joaquim Rodríguez     | Dan Martin                | Bauke Mollema         | Geox-TMC               |
| 10               | Tony Martin               | Christopher Froome | Joaquim Rodríguez     | Dan Martin                | Bauke Mollema         | Team Leopard-Trek      |
| 11               | David Moncoutié           | Bradley Wiggins    | Joaquim Rodríguez     | Matteo Montaguti          | Bauke Mollema         | Team RadioShack        |
| 12               | Peter Sagan               | Bradley Wiggins    | Joaquim Rodríguez     | Matteo Montaguti          | Bauke Mollema         | Team RadioShack        |
| 13               | Michael Albasini          | Bradley Wiggins    | Joaquim Rodríguez     | David Moncoutié           | Daniel Moreno         | Team RadioShack        |
| 14               | Rein Taaramäe             | Bradley Wiggins    | Joaquim Rodríguez     | David Moncoutié           | Bauke Mollema         | Geox-TMC               |
| 15               | Juan José Cobo Wout Poels | Juan José Cobo     | Joaquim Rodríguez     | David Moncoutié           | Juan José Cobo        | Geox-TMC               |
| 16               | Juan José Haedo           | Juan José Cobo     | Joaquim Rodríguez     | David Moncoutié           | Juan José Cobo        | Geox-TMC               |
| 17               | Christopher Froome        | Juan José Cobo     | Bauke Mollema         | David Moncoutié           | Juan José Cobo        | Geox-TMC               |
| 18               | Francesco Gavazzi         | Juan José Cobo     | Joaquim Rodríguez     | David Moncoutié           | Juan José Cobo        | Geox-TMC               |
| 19               | Igor Antón                | Juan José Cobo     | Joaquim Rodríguez     | David Moncoutié           | Juan José Cobo        | Geox-TMC               |
| 20               | Daniele Bennati           | Juan José Cobo     | Joaquim Rodríguez     | David Moncoutié           | Juan José Cobo        | Geox-TMC               |
| 21               | Peter Sagan               | Juan José Cobo     | Bauke Mollema         | David Moncoutié           | Juan José Cobo        | Geox-TMC               |
| Classement final | Classement final          | Christopher Froome | Bauke Mollema         | David Moncoutié           | Christopher Froome    | Geox-TMC               |

## Dopage et lutte antidopage
En octobre 2012, l'UCI annonce qu'une procédure disciplinaire à l'encontre du coureur espagnol Carlos Barredo est ouverte à la suite d'anomalies dans son passeport biologique. Il est finalement suspendu deux ans et est disqualifié des courses auxquelles il a participé entre le 26 octobre 2007 et le 24 septembre 2011 dont sa 45e place sur cette édition du Tour d'Espagne qui reste vacante,.

## Liste des participants
| Légende        | Légende                                                                                                  | Légende        | Légende                                                                                         |
| -------------- | --- | -------------- | ----------------------------------------------------------------------------------------------- |
| #              | Dossard de départ porté par le coureur sur cette Vuelta                                                  | Pos.           | Position finale au classement général                                                           |
| A red jersey   | Indiquera le vainqueur du classement général                                                             | A blue jersey  | Indiquera le vainqueur du classement de la montagne                                             |
| A green jersey | Indiquera le vainqueur du classement par points                                                          | A white jersey | Indiquera le vainqueur du classement du combiné                                                 |
| NP             | Indique un coureur qui n'a pas pris le départ d'une étape, suivi du numéro de l'étape où il s'est retiré | AB             | Indique un coureur qui n'a pas terminé une étape, suivi du numéro de l'étape où il s'est retiré |
| HD             | Indique un coureur qui a terminé hors des délais une étape, suivi du numéro de l'étape                   |                |                                                                                                 |

| Liquigas-Cannondale LIQ  | Liquigas-Cannondale LIQ                   | Liquigas-Cannondale LIQ | Liquigas-Cannondale LIQ | Liquigas-Cannondale LIQ |
| ------------------------ | ----------------------------------------- | ----------------------- | ----------------------- | ----------------------- |
| #                        | Coureur                                   | Pos.                    |                         |                         |
| 1                        | Vincenzo Nibali (ITA)                     | 7e                      |                         |                         |
| 2                        | Eros Capecchi (ITA)                       | 21e                     |                         |                         |
| 3                        | Damiano Caruso (ITA)                      | 74e                     |                         |                         |
| 4                        | Mauro Da Dalto (ITA)                      | 147e                    |                         |                         |
| 5                        | Alan Marangoni (ITA)                      | 138e                    |                         |                         |
| 6                        | Dominik Nerz (GER)                        | 38e                     |                         |                         |
| 7                        | Peter Sagan (SVK) → Champion de Slovaquie | 121e                    |                         |                         |
| 8                        | Valerio Agnoli (ITA)                      | 105e                    |                         |                         |
| 9                        | Francesco Bellotti (ITA)                  | 109e                    |                         |                         |
| Manager : Roberto Amadio |                                           |                         |                         |                         |

| AG2R La Mondiale ALM     | AG2R La Mondiale ALM      | AG2R La Mondiale ALM | AG2R La Mondiale ALM | AG2R La Mondiale ALM |
| ------------------------ | ------------------------- | -------------------- | -------------------- | -------------------- |
| #                        | Coureur                   | Pos.                 |                      |                      |
| 11                       | Nicolas Roche (IRL)       | 16e                  |                      |                      |
| 12                       | Guillaume Bonnafond (FRA) | 26e                  |                      |                      |
| 13                       | Dimitri Champion (FRA)    | 95e                  |                      |                      |
| 14                       | Cyril Dessel (FRA)        | 60e                  |                      |                      |
| 15                       | Steve Houanard (FRA)      | 133e                 |                      |                      |
| 16                       | David Le Lay (FRA)        | 51e                  |                      |                      |
| 17                       | Lloyd Mondory (FRA)       | 84e                  |                      |                      |
| 18                       | Matteo Montaguti (ITA)    | 76e                  |                      |                      |
| 19                       | Mathieu Perget (FRA)      | 24e                  |                      |                      |
| Manager : Vincent Lavenu |                           |                      |                      |                      |

| Andalucía-Cajasur ACA           | Andalucía-Cajasur ACA      | Andalucía-Cajasur ACA | Andalucía-Cajasur ACA | Andalucía-Cajasur ACA |
| ------------------------------- | -------------------------- | --------------------- | --------------------- | --------------------- |
| #                               | Coureur                    | Pos.                  |                       |                       |
| 21                              | David Bernabéu (ESP)       | 90e                   |                       |                       |
| 22                              | José Alberto Benítez (ESP) | 130e                  |                       |                       |
| 23                              | Antonio Cabello (ESP)      | 165e                  |                       |                       |
| 24                              | Juan José Lobato (ESP)     | AB-11                 |                       |                       |
| 25                              | Adrián Palomares (ESP)     | 114e                  |                       |                       |
| 26                              | José Luis Roldán (ESP)     | 98e                   |                       |                       |
| 27                              | Antonio Piedra (ESP)       | 72e                   |                       |                       |
| 28                              | Jesús Rosendo (ESP)        | 99e                   |                       |                       |
| 29                              | José Vicente Toribio (ESP) | 134e                  |                       |                       |
| Manager : Antonio Cabello Munoz |                            |                       |                       |                       |

| BMC Racing BMC         | BMC Racing BMC                                               | BMC Racing BMC | BMC Racing BMC | BMC Racing BMC |
| ---------------------- | ------------------------------------------------------------ | -------------- | -------------- | -------------- |
| #                      | Coureur                                                      | Pos.           |                |                |
| 31                     | Mathias Frank (SUI)                                          | 94e            |                |                |
| 32                     | Martin Kohler (SUI) → Champion de Suisse du contre-la-montre | 111e           |                |                |
| 33                     | Taylor Phinney (USA)                                         | AB-13          |                |                |
| 34                     | Manuel Quinziato (ITA)                                       | 131e           |                |                |
| 35                     | Mauro Santambrogio (ITA)                                     | 88e            |                |                |
| 36                     | Ivan Santaromita (ITA)                                       | 117e           |                |                |
| 37                     | Johann Tschopp (SUI)                                         | AB-6           |                |                |
| 38                     | Greg Van Avermaet (BEL)                                      | 83e            |                |                |
| 39                     | Karsten Kroon (NED)                                          | AB-14          |                |                |
| Manager : Jim Ochowicz |                                                              |                |                |                |

| Cofidis COF          | Cofidis COF                                                  | Cofidis COF | Cofidis COF | Cofidis COF |
| -------------------- | ------------------------------------------------------------ | ----------- | ----------- | ----------- |
| #                    | Coureur                                                      | Pos.        |             |             |
| 41                   | Yoann Bagot (FRA)                                            |             |             |             |
| 42                   | Nicolas Edet (FRA)                                           | AB-8        |             |             |
| 43                   | Luis Ángel Maté (ESP)                                        |             |             |             |
| 44                   | David Moncoutié (FRA)                                        |             |             |             |
| 45                   | Aleksejs Saramotins (LAT)                                    |             |             |             |
| 46                   | Nico Sijmens (BEL)                                           |             |             |             |
| 47                   | Rein Taaramäe (EST) → Champion d'Estonie du contre-la-montre | AB-17       |             |             |
| 48                   | Nicolas Vogondy (FRA)                                        | AB-6        |             |             |
| 49                   | Julien Fouchard (FRA)                                        |             |             |             |
| Manager : Éric Boyer |                                                              |             |             |             |

| Euskaltel-Euskadi EUS               | Euskaltel-Euskadi EUS | Euskaltel-Euskadi EUS | Euskaltel-Euskadi EUS | Euskaltel-Euskadi EUS |
| ----------------------------------- | --------------------- | --------------------- | --------------------- | --------------------- |
| #                                   | Coureur               | Pos.                  |                       |                       |
| 51                                  | Igor Antón (ESP)      |                       |                       |                       |
| 52                                  | Iñaki Isasi (ESP)     |                       |                       |                       |
| 53                                  | Egoi Martínez (ESP)   |                       |                       |                       |
| 54                                  | Mikel Nieve (ESP)     |                       |                       |                       |
| 55                                  | Juan José Oroz (ESP)  |                       |                       |                       |
| 56                                  | Amets Txurruka (ESP)  |                       |                       |                       |
| 57                                  | Gorka Verdugo (ESP)   |                       |                       |                       |
| 58                                  | Jorge Azanza (ESP)    |                       |                       |                       |
| 59                                  | Pierre Cazaux (FRA)   |                       |                       |                       |
| Manager : Igor González de Galdeano |                       |                       |                       |                       |

| Geox-TMC GEO             | Geox-TMC GEO             | Geox-TMC GEO | Geox-TMC GEO | Geox-TMC GEO |
| ------------------------ | ------------------------ | ------------ | ------------ | ------------ |
| #                        | Coureur                  | Pos.         |              |              |
| 61                       | Juan José Cobo (ESP)     |              |              |              |
| 62                       | David Blanco (ESP)       |              |              |              |
| 63                       | David de la Fuente (ESP) |              |              |              |
| 64                       | Fabio Duarte (COL)       |              |              |              |
| 65                       | Denis Menchov (RUS)      |              |              |              |
| 66                       | Carlos Sastre (ESP)      |              |              |              |
| 67                       | Mauricio Ardila (COL)    | AB-5         |              |              |
| 68                       | Matthias Brändle (AUT)   |              |              |              |
| 69                       | Dmitry Kozontchuk (RUS)  |              |              |              |
| Manager : Mauro Gianetti |                          |              |              |              |

| Team HTC-Highroad THR   | Team HTC-Highroad THR                                                   | Team HTC-Highroad THR | Team HTC-Highroad THR | Team HTC-Highroad THR |
| ----------------------- | ----------------------------------------------------------------------- | --------------------- | --------------------- | --------------------- |
| #                       | Coureur                                                                 | Pos.                  |                       |                       |
| 71                      | Michael Albasini (SUI)                                                  |                       |                       |                       |
| 72                      | Mark Cavendish (GBR)                                                    | AB-4                  |                       |                       |
| 73                      | John Degenkolb (GER)                                                    |                       |                       |                       |
| 74                      | Matthew Goss (AUS)                                                      | AB-2                  |                       |                       |
| 75                      | Bert Grabsch (GER) → Champion d'Allemagne du contre-la-montre           |                       |                       |                       |
| 76                      | Leigh Howard (AUS)                                                      |                       |                       |                       |
| 77                      | Tony Martin (GER)                                                       | NP-19                 |                       |                       |
| 78                      | Kanstantsin Siutsou (BLR) → Champion de Biélorussie du contre-la-montre | AB-11                 |                       |                       |
| 79                      | Martin Velits (SVK)                                                     |                       |                       |                       |
| Manager : Bob Stapleton |                                                                         |                       |                       |                       |

| Team Katusha KAT        | Team Katusha KAT                                      | Team Katusha KAT | Team Katusha KAT | Team Katusha KAT |
| ----------------------- | ----------------------------------------------------- | ---------------- | ---------------- | ---------------- |
| #                       | Coureur                                               | Pos.             |                  |                  |
| 81                      | Joaquim Rodríguez (ESP)                               |                  |                  |                  |
| 82                      | Joan Horrach (ESP)                                    |                  |                  |                  |
| 83                      | Aliaksandr Kuschynski (BLR) → Champion de Biélorussie |                  |                  |                  |
| 84                      | Alberto Losada (ESP)                                  |                  |                  |                  |
| 85                      | Daniel Moreno (ESP)                                   |                  |                  |                  |
| 86                      | Luca Paolini (ITA)                                    |                  |                  |                  |
| 87                      | Vladimir Karpets (RUS)                                |                  |                  |                  |
| 88                      | Yury Trofimov (RUS)                                   |                  |                  |                  |
| 89                      | Eduard Vorganov (RUS)                                 |                  |                  |                  |
| Manager : Andreï Tchmil |                                                       |                  |                  |                  |

| Lampre-ISD LAM             | Lampre-ISD LAM               | Lampre-ISD LAM | Lampre-ISD LAM | Lampre-ISD LAM |
| -------------------------- | ---------------------------- | -------------- | -------------- | -------------- |
| #                          | Coureur                      | Pos.           |                |                |
| 91                         | Michele Scarponi (ITA)       | AB-14          |                |                |
| 92                         | Marco Marzano (ITA)          |                |                |                |
| 93                         | Manuele Mori (ITA)           |                |                |                |
| 94                         | Przemysław Niemiec (POL)     |                |                |                |
| 95                         | Aitor Pérez Arrieta (ESP)    |                |                |                |
| 96                         | Alessandro Petacchi (ITA)    |                |                |                |
| 97                         | Daniele Righi (ITA)          |                |                |                |
| 98                         | Alessandro Spezialetti (ITA) | AB-16          |                |                |
| 99                         | Francesco Gavazzi (ITA)      |                |                |                |
| Manager : Giuseppe Saronni |                              |                |                |                |

| Team Leopard-Trek LEO   | Team Leopard-Trek LEO                                                                | Team Leopard-Trek LEO | Team Leopard-Trek LEO | Team Leopard-Trek LEO |
| ----------------------- | ------------------------------------------------------------------------------------ | --------------------- | --------------------- | --------------------- |
| #                       | Coureur                                                                              | Pos.                  |                       |                       |
| 101                     | Daniele Bennati (ITA)                                                                |                       |                       |                       |
| 102                     | Fabian Cancellara (SUI) → Champion du monde du contre-la-montre → Champion de Suisse | NP-17                 |                       |                       |
| 103                     | Jakob Fuglsang (DEN)                                                                 |                       |                       |                       |
| 104                     | Maxime Monfort (BEL)                                                                 |                       |                       |                       |
| 105                     | Stuart O'Grady (AUS)                                                                 |                       |                       |                       |
| 106                     | Davide Viganò (ITA)                                                                  |                       |                       |                       |
| 107                     | Robert Wagner (GER) → Champion d'Allemagne                                           |                       |                       |                       |
| 108                     | Oliver Zaugg (SUI)                                                                   | NP-18                 |                       |                       |
| 109                     | Thomas Rohregger (AUT)                                                               |                       |                       |                       |
| Manager : Brian Nygaard |                                                                                      |                       |                       |                       |

| Movistar MOV                    | Movistar MOV                     | Movistar MOV | Movistar MOV | Movistar MOV |
| ------------------------------- | -------------------------------- | ------------ | ------------ | ------------ |
| #                               | Coureur                          | Pos.         |              |              |
| 111                             | Imanol Erviti (ESP)              |              |              |              |
| 112                             | José Vicente García Acosta (ESP) | AB-5         |              |              |
| 113                             | Beñat Intxausti (ESP)            |              |              |              |
| 114                             | Ignatas Konovalovas (LTU)        | AB-17        |              |              |
| 115                             | Pablo Lastras (ESP)              |              |              |              |
| 116                             | David López García (ESP)         | AB-17        |              |              |
| 117                             | Sergio Pardilla (ESP)            | AB-17        |              |              |
| 118                             | Marzio Bruseghin (ITA)           |              |              |              |
| 119                             | Ángel Madrazo (ESP)              | AB-18        |              |              |
| Manager : Eusebio Unzué Labiano |                                  |              |              |              |

| Omega Pharma-Lotto OLO | Omega Pharma-Lotto OLO      | Omega Pharma-Lotto OLO | Omega Pharma-Lotto OLO | Omega Pharma-Lotto OLO |
| ---------------------- | --------------------------- | ---------------------- | ---------------------- | ---------------------- |
| #                      | Coureur                     | Pos.                   |                        |                        |
| 121                    | Jan Bakelants (BEL)         |                        |                        |                        |
| 122                    | Francis De Greef (BEL)      |                        |                        |                        |
| 123                    | Gert Dockx (BEL)            |                        |                        |                        |
| 124                    | Adam Hansen (AUS)           |                        |                        |                        |
| 125                    | Vicente Reynés (ESP)        |                        |                        |                        |
| 126                    | Jurgen Van de Walle (BEL)   |                        |                        |                        |
| 127                    | Jurgen Van den Broeck (BEL) |                        |                        |                        |
| 128                    | Olivier Kaisen (BEL)        |                        |                        |                        |
| 129                    | Sebastian Lang (GER)        |                        |                        |                        |
| Manager : Geert Coeman |                             |                        |                        |                        |

| Astana AST                    | Astana AST                                     | Astana AST | Astana AST | Astana AST |
| ----------------------------- | ---------------------------------------------- | ---------- | ---------- | ---------- |
| #                             | Coureur                                        | Pos.       |            |            |
| 131                           | Fredrik Kessiakoff (SWE)                       |            |            |            |
| 132                           | Enrico Gasparotto (ITA)                        |            |            |            |
| 133                           | Tanel Kangert (EST)                            |            |            |            |
| 134                           | Andrey Kashechkin (KAZ)                        |            |            |            |
| 135                           | Robert Kišerlovski (CRO)                       |            |            |            |
| 136                           | Andrey Mizourov (KAZ) → Champion de Kazakhstan |            |            |            |
| 137                           | Evgueni Petrov (RUS)                           |            |            |            |
| 138                           | Alexsandr Dyachenko (KAZ)                      |            |            |            |
| 139                           | Josep Jufré (ESP)                              |            |            |            |
| Manager : Giuseppe Martinelli |                                                |            |            |            |

| Quick Step QST             | Quick Step QST                              | Quick Step QST | Quick Step QST | Quick Step QST |
| -------------------------- | ------------------------------------------- | -------------- | -------------- | -------------- |
| #                          | Coureur                                     | Pos.           |                |                |
| 141                        | Tom Boonen (BEL)                            | NP-16          |                |                |
| 142                        | Dario Cataldo (ITA)                         |                |                |                |
| 143                        | Sylvain Chavanel (FRA) → Champion de France |                |                |                |
| 144                        | Marc de Maar (CUR)                          |                |                |                |
| 145                        | Kevin De Weert (BEL)                        |                |                |                |
| 146                        | Nikolas Maes (BEL)                          |                |                |                |
| 147                        | Davide Malacarne (ITA)                      |                |                |                |
| 148                        | Kevin Seeldraeyers (BEL)                    |                |                |                |
| 149                        | Kristof Vandewalle (BEL)                    |                |                |                |
| Manager : Patrick Lefevere |                                             |                |                |                |

| Rabobank RAB            | Rabobank RAB                                                     | Rabobank RAB | Rabobank RAB | Rabobank RAB |
| ----------------------- | ---------------------------------------------------------------- | ------------ | ------------ | ------------ |
| #                       | Coureur                                                          | Pos.         |              |              |
| 151                     | Carlos Barredo (ESP)                                             | DSQ          |              |              |
| 152                     | Matti Breschel (DEN)                                             | AB-6         |              |              |
| 153                     | Óscar Freire (ESP)                                               | AB-8         |              |              |
| 154                     | Juan Manuel Gárate (ESP)                                         |              |              |              |
| 155                     | Steven Kruijswijk (NED)                                          |              |              |              |
| 156                     | Paul Martens (GER)                                               |              |              |              |
| 157                     | Bauke Mollema (NED)                                              | 3e           |              |              |
| 158                     | Luis León Sánchez (ESP) → Champion d'Espagne du contre-la-montre |              |              |              |
| 159                     | Tom-Jelte Slagter (NED)                                          |              |              |              |
| Manager : Erik Breukink |                                                                  |              |              |              |

| Saxo Bank-SunGard SBS | Saxo Bank-SunGard SBS                       | Saxo Bank-SunGard SBS | Saxo Bank-SunGard SBS | Saxo Bank-SunGard SBS |
| --------------------- | ------------------------------------------- | --------------------- | --------------------- | --------------------- |
| #                     | Coureur                                     | Pos.                  |                       |                       |
| 161                   | Chris Anker Sørensen (DEN)                  |                       |                       |                       |
| 162                   | Mads Christensen (DEN)                      |                       |                       |                       |
| 163                   | Volodymyr Gustov (UKR)                      |                       |                       |                       |
| 164                   | Juan José Haedo (ARG)                       |                       |                       |                       |
| 165                   | Jonas Aaen Jørgensen (DEN)                  |                       |                       |                       |
| 166                   | Rafał Majka (POL)                           | NP-17                 |                       |                       |
| 167                   | Jarosław Marycz (POL)                       |                       |                       |                       |
| 168                   | Nick Nuyens (BEL)                           |                       |                       |                       |
| 169                   | Nicki Sørensen (DEN) → Champion du Danemark |                       |                       |                       |
| Manager : Bjarne Riis |                                             |                       |                       |                       |

| Skil-Shimano SKS          | Skil-Shimano SKS          | Skil-Shimano SKS | Skil-Shimano SKS | Skil-Shimano SKS |
| ------------------------- | ------------------------- | ---------------- | ---------------- | ---------------- |
| #                         | Coureur                   | Pos.             |                  |                  |
| 171                       | Alexandre Geniez (FRA)    |                  |                  |                  |
| 172                       | Yukihiro Doi (JPN)        |                  |                  |                  |
| 173                       | Johannes Fröhlinger (GER) |                  |                  |                  |
| 174                       | Simon Geschke (GER)       |                  |                  |                  |
| 175                       | Marcel Kittel (GER)       | NP-13            |                  |                  |
| 176                       | Albert Timmer (NED)       |                  |                  |                  |
| 177                       | Tom Veelers (NED)         |                  |                  |                  |
| 178                       | Roy Curvers (NED)         |                  |                  |                  |
| 179                       | Koen de Kort (NED)        |                  |                  |                  |
| Manager : Arend Scheppink |                           |                  |                  |                  |

| Team Sky SKY               | Team Sky SKY                                        | Team Sky SKY | Team Sky SKY | Team Sky SKY |
| -------------------------- | --------------------------------------------------- | ------------ | ------------ | ------------ |
| #                          | Coureur                                             | Pos.         |              |              |
| 181                        | Kurt Asle Arvesen (NOR)                             | AB-6         |              |              |
| 182                        | Dario Cioni (ITA)                                   |              |              |              |
| 183                        | Christopher Froome (GBR)                            | 1er          |              |              |
| 184                        | Thomas Lövkvist (SWE)                               |              |              |              |
| 185                        | Morris Possoni (ITA)                                |              |              |              |
| 186                        | Ian Stannard (GBR)                                  |              |              |              |
| 187                        | Christopher Sutton (AUS)                            |              |              |              |
| 188                        | Bradley Wiggins (GBR) → Champion de Grande-Bretagne | 2e           |              |              |
| 189                        | Xabier Zandio (ESP)                                 |              |              |              |
| Manager : David Brailsford |                                                     |              |              |              |

| Garmin-Cervélo GRM           | Garmin-Cervélo GRM                        | Garmin-Cervélo GRM | Garmin-Cervélo GRM | Garmin-Cervélo GRM |
| ---------------------------- | ----------------------------------------- | ------------------ | ------------------ | ------------------ |
| #                            | Coureur                                   | Pos.               |                    |                    |
| 191                          | Tyler Farrar (USA)                        | AB-8               |                    |                    |
| 192                          | Murilo Fischer (BRA) → Champion du Brésil | NP-9               |                    |                    |
| 193                          | Heinrich Haussler (AUS)                   |                    |                    |                    |
| 194                          | Andreas Klier (GER)                       |                    |                    |                    |
| 195                          | Christophe Le Mével (FRA)                 |                    |                    |                    |
| 196                          | Dan Martin (IRL)                          |                    |                    |                    |
| 197                          | Andrew Talansky (USA)                     |                    |                    |                    |
| 198                          | Johan Vansummeren (BEL)                   |                    |                    |                    |
| 199                          | Sep Vanmarcke (BEL)                       |                    |                    |                    |
| Manager : Jonathan Vaughters |                                           |                    |                    |                    |

| Team RadioShack RSH      | Team RadioShack RSH                                              | Team RadioShack RSH | Team RadioShack RSH | Team RadioShack RSH |
| ------------------------ | ---------------------------------------------------------------- | ------------------- | ------------------- | ------------------- |
| #                        | Coureur                                                          | Pos.                |                     |                     |
| 201                      | Janez Brajkovič (SLO) → Champion de Slovénie du contre-la-montre |                     |                     |                     |
| 202                      | Matthew Busche (USA) → Champion des États-Unis                   |                     |                     |                     |
| 203                      | Markel Irizar (ESP)                                              |                     |                     |                     |
| 204                      | Andreas Klöden (GER)                                             | AB-13               |                     |                     |
| 205                      | Geoffroy Lequatre (FRA)                                          |                     |                     |                     |
| 206                      | Tiago Machado (POR)                                              |                     |                     |                     |
| 207                      | Nélson Oliveira (POR) → Champion du Portugal du contre-la-montre |                     |                     |                     |
| 208                      | Sérgio Paulinho (POR)                                            |                     |                     |                     |
| 209                      | Haimar Zubeldia (ESP)                                            |                     |                     |                     |
| Manager : Johan Bruyneel |                                                                  |                     |                     |                     |

| Vacansoleil-DCM VCD   | Vacansoleil-DCM VCD                                  | Vacansoleil-DCM VCD | Vacansoleil-DCM VCD | Vacansoleil-DCM VCD |
| --------------------- | ---------------------------------------------------- | ------------------- | ------------------- | ------------------- |
| #                     | Coureur                                              | Pos.                |                     |                     |
| 211                   | Matteo Carrara (ITA)                                 |                     |                     |                     |
| 212                   | Stijn Devolder (BEL)                                 |                     |                     |                     |
| 213                   | Michał Gołaś (POL)                                   | NP-8                |                     |                     |
| 214                   | Martijn Keizer (NED)                                 |                     |                     |                     |
| 215                   | Sergueï Lagoutine (UZB) → Champion d'Ouzbékistan     |                     |                     |                     |
| 216                   | Pim Ligthart (NED) → Champion des Pays-Bas sur route |                     |                     |                     |
| 217                   | Wout Poels (NED)                                     |                     |                     |                     |
| 218                   | Santo Anzà (ITA)                                     |                     |                     |                     |
| 219                   | Ruslan Pidgornyy (UKR)                               |                     |                     |                     |
| Manager : Daan Luijkx |                                                      |                     |                     |                     |